# Watchever
Watchever (Eigenschreibweise WATCHEVER) war das Video-on-Demand-Angebot der Vivendi SA, dem größten französischen Medienkonzern, mit Sitz in Berlin. Angeboten wurden neben Filmen in SD- und HD-Qualität auch Fernsehserien im Originalton. Eine Dramaserie, die in Zusammenarbeit mit einem Produktionsstudio für das Video-on-Demand-Portal entstehen sollte, wurde trotz der Ankündigung im Oktober 2013 durch den damaligen Geschäftsführer Stefan Schulz nicht realisiert. Ab Mitte 2014 häuften sich die Schlagzeilen, dass Eigentümer Vivendi die defizitäre Streamingplattform (Verluste von ca. 66 Mio. Euro im Jahr 2013) verkaufen wolle. Das Angebot von Watchever wurde am 31. Dezember 2016 eingestellt.

## Funktionsweise
Mit Abschluss eines monatlich kündbaren Vertrages mit Watchever hatte der Nutzer die freie Auswahl zwischen verschiedenen angebotenen Filmen und Serien in SD- und HD-Qualität mit unbegrenztem Zugriff auf rund 12.500 Titel. Das Angebot der verfügbaren Inhalte änderte sich monatlich. Inhalte mussten aus lizenzrechtlichen Gründen nach einer gewissen Ausstrahlungsdauer aus dem Programm genommen werden, kehrten aber in der Regel nach einigen Wochen wieder. Regelmäßig schloss Watchever Kooperationsverträge mit Filmstudios wie CBS Studios oder The Walt Disney Company, um neue Inhalte anbieten zu können da Watchever nur auf geringe Eigenproduktionen der Muttergesellschaft Vivendi zurückgreifen konnte, anders als der Konkurrent maxdome, welcher ProSiebenSat.1-Eigenproduktionen im eigenen Portal vermarktet. Für das Streaming nutzte das Portal die Microsoft-Silverlight-Technologie und benötigte zum Streamen von SD-Inhalten mindestens 2 Mbit/s bzw. zum Streamen von HD-Inhalten mindestens 6 Mbit/s. Dabei wurde die übertragene Qualität automatisch an die entsprechend verfügbare Bandbreite angepasst. Einige Inhalte konnten sowohl auf Deutsch als auch im jeweiligen Originalton gestreamt werden, eine Wahl der Sprache musste bei bestimmten Gerätetypen (z. B. Smart-TV und PlayStation 3) bereits vor dem Start des Streams getätigt werden. Am PC oder in der mobilen App konnte man die Sprache im Stream umschalten.
Durch eine „Resume-Funktion“ merkte sich das Portal, wo der Nutzer den zuletzt angeschauten Inhalt gestoppt hatte, und fragte beim erneuten Abspielen nach, ob der Inhalt von vorn oder ab der zuletzt gesehenen Stelle abgespielt werden sollte. Dabei spielte es keine Rolle, auf welchem Endgerät der Nutzer auf den Inhalt zugriff. Inhalte mit der Kennzeichnung „keine Jugendfreigabe“ (FSK 18) konnten nur zwischen 23 und 6 Uhr gestreamt werden. Durch das Postident-Verfahren konnte das Alter verifiziert werden, um rund um die Uhr FSK-18-Inhalte streamen zu können.

## Unterstützte Geräte und Offline-Modus
Neben einer Wiedergabe über den PC mit Windows oder macOS konnte der Video-On-Demand-Service auch auf der PlayStation 3 und PlayStation 4, der Xbox 360, der Xbox One, der Nintendo Wii, auf Smart-TVs der Marken Sony, Samsung, LG, Panasonic und Philips, auf mobilen Endgeräten wie dem iPhone, dem iPad, Apple TV oder Smartphones und Tablets mit Android-Betriebssystem genutzt werden. Ab dem 24. Dezember 2013 war eine Nutzung auf dem Kindle Fire und dem Kindle Fire HD möglich. Ein Streaming war nur mit dem Herunterladen einer separaten, kostenlosen App möglich. Mit der Einführung von Chromecast war Watchever auch als App auf dem Google Streaming-Media-Adapter verfügbar.
Für das Ansehen von Inhalten wurde nicht zwangsläufig eine Internetverbindung benötigt. Auf Smartphones und Tablets konnten maximal 25 Inhalte, darunter maximal 5 Filme, offline gesichert werden. Der Nutzer hatte 30 Tage Zeit, sich die Inhalte anzusehen, ehe diese automatisch aus dem Speicher gelöscht wurden. Inhalte, die angefangen wurden, mussten in maximal 48 Stunden beendet werden. Inhalte mit der Kennzeichnung FSK 18 konnten nur mit einem verifizierten Konto im Offline-Modus gespeichert werden.

## Programmschwerpunkte
Von den insgesamt mehr als 12.500 Titeln standen rund 3.500 Spiel- und Dokumentarfilme und rund 9.000 Serienepisoden zur Verfügung. Es waren sowohl Blockbuster, komplette Staffeln von Fernsehserien und Dokumentationen für Kinder als auch für Erwachsene verfügbar.
Dazu gehörten politische Dokumentationen, die in Deutschland abgesehen vom Free-TV nur bei Watchever zu finden waren. Ebenfalls zu den Exklusivinhalten zählten die Erstveröffentlichung von Serien, wie The Returned und Anger Management oder die Verfügbarkeit von Breaking Bad in Deutschland drei Tage nach der Ausstrahlung in den USA.

## Kritiken
Im Test von Spiegel Online schnitt das VoD-Portal Watchever vergleichsweise gut ab. Besonders hervorgehoben wurden der Offline-Modus und die mehrsprachigen Versionen von Filmen und Serien. Auch galt das Portal als „im Vergleich preiswert“. Watchever erhielt den deutschen IPTV Award 2013 in der Kategorie „Bestes Geschäftsmodell“.